# GS Group
GS Holdings Corporation — южнокорейский чеболь (конгломерат), основан в январе 2005 года в результате отделения от корпорации LG.
В списке крупнейших компаний мира Forbes Global 2000 за 2022 год занял 961-е место (690-е по размеру выручки, 879-е по чистой прибыли и 1237-е по рыночной капитализации).
Конгломерат расшифровывает название как англ. good service (хорошее обслуживание), great satisfaction (глубокое удовлетворение), great solution (отличное решение) или great success (большой успех), отвергая, что аббревиатура связана с прежним названием корпорации LG — Gold Star.
Включает 16 компаний, среди них GS Engineering & Construction (бывшая LG Engineering & Construction), GS Caltex, GS Retail (включает сеть круглосуточных магазинов GS 25), GS EPS (бывшая LG Energy), GS Sports. Зарубежные филиалы имеются в Индонезии, Вьетнаме, ОАЭ, Саудовской Аравии, КНР и США.

### GS Caltex

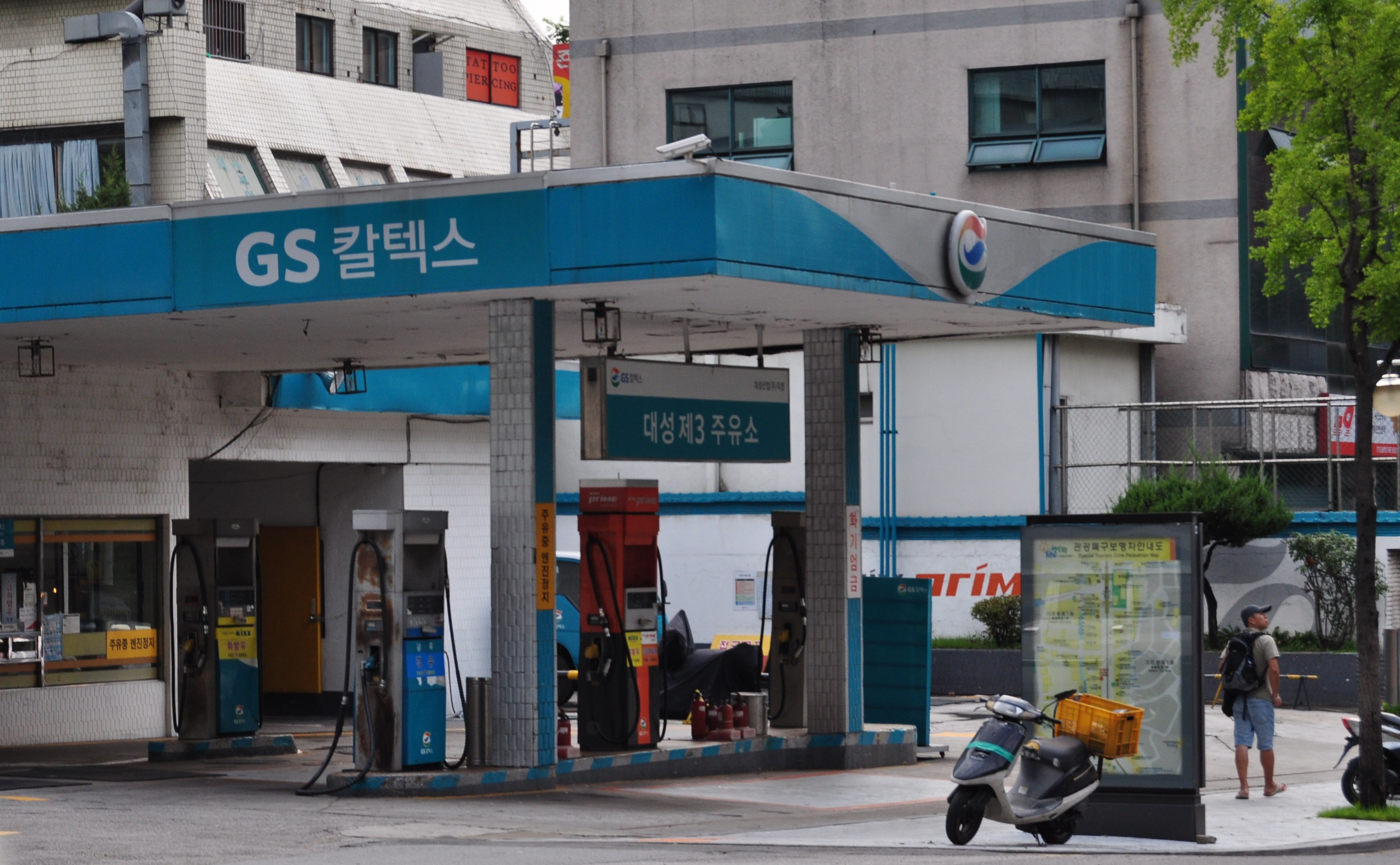
Автозаправка GSCaltex

GS Caltex является совместным предприятием GS Holdings с Chevron Corporation в сфере нефтепереработки и нефтехимии. Выручка компании за 2021 год составила 34,5 трлн южнокорейских вон ($29,1 млрд), из 26,9 трлн вон пришлось на нефтепродукты, 5,9 трлн вон — на нефтехимическую продукцию, 1,7 трлн АОН — на смазочные материалы. Принадлежащий компании НПЗ является четвёртым крупнейшим в мире (800 тыс. баррелей в сутки).

### GS Energy
GS Energy принадлежит ряд активов, связанных с сжиженным газом и производством электроэнергии; выручка 3,77 трлн вон ($3,18 млрд).

### GS Retail

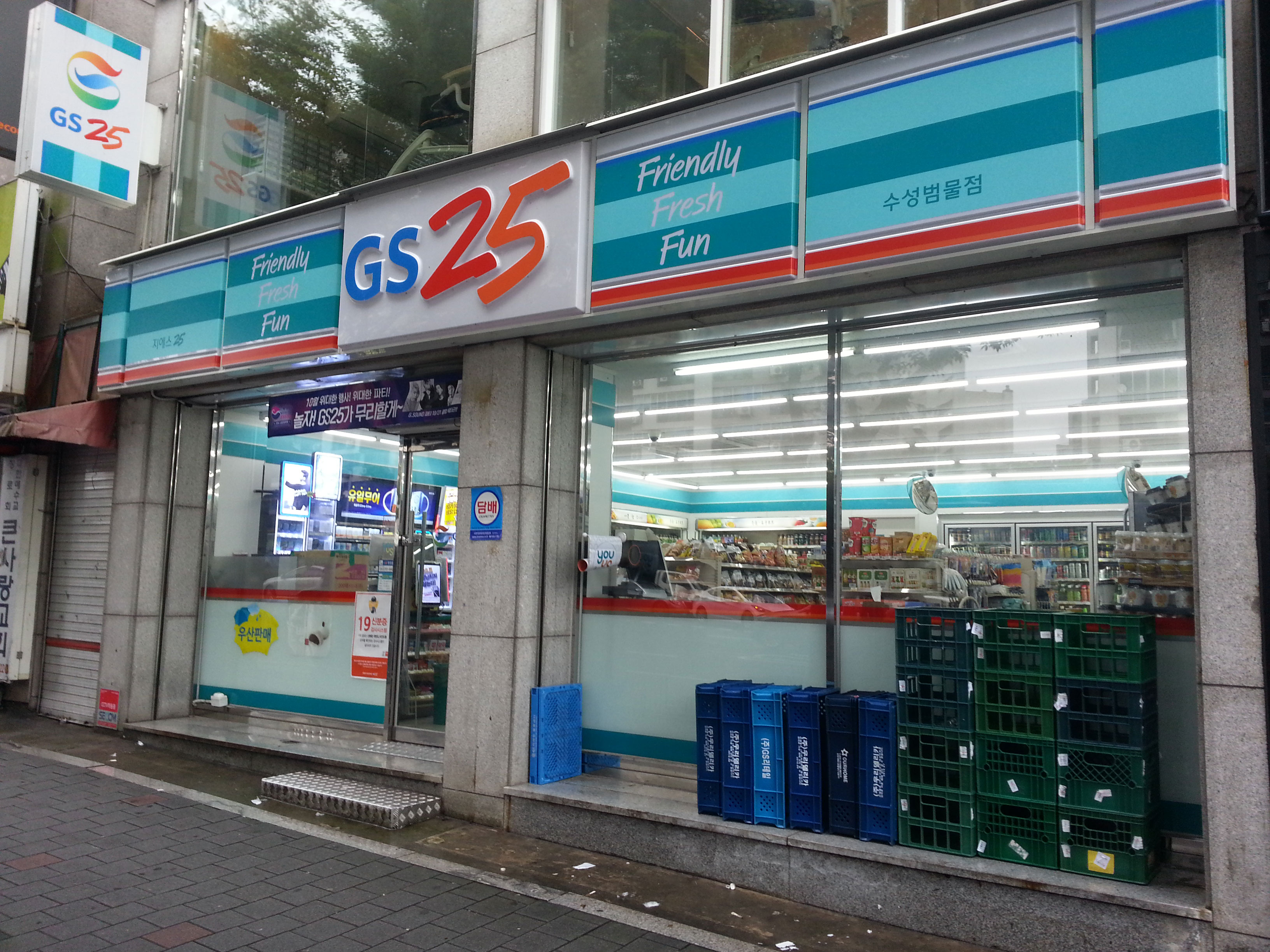
Магазин сети GS25

GS Retail управляет сетями предприятий розничной торговли, в 2021 году была объединена с другой дочерней компанией GS Homeshopping; также включает активы в сферах отельного бизнеса (отель Parnas) и телекоммуникаций. Выручка в 2021 году составила 9,77 трлн вон ($8,24 млрд). Доля GS Holdings — 57,9 %.

### GS EPS
Производство электроэнергии на электростанциях, работающих на газу и биомассе. Выручка 1,18 трлн вон ($1 млрд), доля — 70 %.

### GS E&R
Компания занята проектами в сфре возобновляемой энергетики (ветряные электростанции). Выручка 1,63 трлн вон ($1,38 млрд), доля — 87,9 %.

### GS Global
Компания была основана в 1954 году, стала частью группы в 2009 году. Занимается международной торговлей сырьём (уголь, металлы) и промышленной продукцией (включая автомобили). Выручка 3,85 трлн вон ($3,25 млрд), доля — 50,7 %.

### GS Sports
Владеет профессиональным сеульским футбольным клубом FC Seoul и волейбольной командой GS Caltex Seoul KIXX.

### GS Engineering & Construction
Строительное подразделение является одной из крупнейших в мире строительных организаций. Основано в 1969 году